# Cerro do Castelo de Vale de Feixe
O Cerro do Castelo de Vale de Feixe, é um sítio arqueológico no Município de Odemira, na região do Alentejo, em Portugal. Consiste num possível povoado fortificado que foi ocupado durante as Idades do Bronze e do Ferro, e depois na época islâmica. Nas imediações também é de especial interesse uma necrópole da Idade do Bronze.

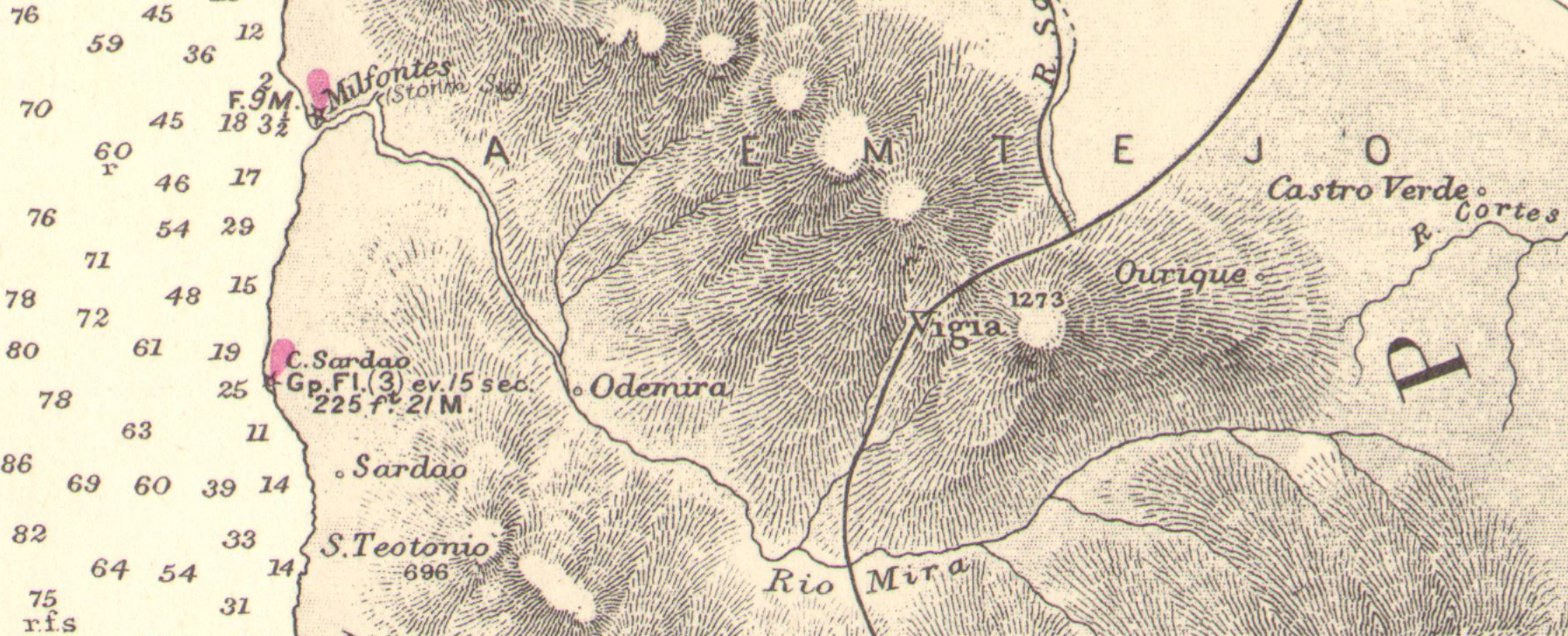
Percurso do Rio Mira, na Carta Náutica de 1873. O Castelo de Vale Feixe situava-se na zona serrana a oriente de Odemira.

## Descrição e história

### Povoado
O sítio arqueológico consiste num extenso povoado fortificado da Idade do Ferro, situado na freguesia de São Salvador e Santa Maria. Ocupa o cume de uma colina a uma altura aproximada de 170 m, nas imediações da Ribeira de Vale de Feixe, num local que permitia um bom controlo visual da área em redor. No local foram descobertas as ruínas de estruturas de função defensiva, incluindo uma linha de muralha e um corredor elevado de forma artificial, que servia de entrada ao recinto, encerrando uma área aproximada de 6 ha. Porém, esta muralha não rodeava completamente o interior, deixando em aberto o lado poente, onde corre a ribeira, embora pudesse ter existido uma estrutura defensiva composta por materiais perecíveis, como uma paliçada de madeira. As muralhas foram construídas com recurso a materiais locais, principalmente xisto grauváquico e gabro, e incluem na sua estrutura várias partes de mós de moinhos em grauvaque e granodiorito, materiais muito resistentes. De especial interesse é a presença de vestígios parciais do processo de vitrificação na estrutura da muralha, fenómeno encontrado igualmente noutros sítios arqueológicos no Alentejo, como o Cerro das Alminhas, em Odemira, nas Mesas do Castelinho, em Almodôvar e no Cerro do Castelo de Garvão, em Ourique. Este processo foi provavelmente feito através da queima de toros inseridos de raiz durante a construção da estrutura, tendo sido avançadas várias hipóteses para a sua presença, como vestígios de incêndios, encerramento ritual das fortificações, ou tentativa de dar mais resistência à muralha através da fundição dos blocos de pedra.
O topo da colina é formado por um afloramento rochoso semelhante a um chapéu de ferro ou gossan, pelo que o povoado poderá ter sido um centro metalúrgico. Outros possíveis testemunhos desta indústria são as partes das mós de moinhos, que poderiam ter sido utilizados para triturar o minério, antes de se proceder à sua fundição, além que foi encontrada uma grande quantidade de seixos percutores de quartzito, clastos de quartzo e outros blocos de rocha com uma configuração adequada ao processo de extracção a fundo. Foram igualmente identificadas escórias de redução de minério de ferro, produzidas em fornalhas com vazamento de jorra liquefeita. Nas margens esquerdas da ribeira também foram descobertas duas grandes depressões artificiais, uma no patamar inferior do lado poente da antiga povoação, e outra a cerca de meio quilómetro de distância no sentido Norte. Podem ter sido antigas cortas mineiras em trincheiras de sopé, apresentando várias semelhanças em termos de implantação e tamanho com explorações da Idade do Bronze descobertas na Andaluzia, como San Rafael, Potosí e Coral. Os jazigos que foram trabalhados eram provavelmente compostos por óxidos ou sulfuretos solúveis, que foram gerados por percolação na base da zona de oxidação, ou na transição desta à área de cementação no nível hidrostático.
O espólio inclui fragmentos de peças de cerâmica de fabrico manual, destacando-se um dolium de grandes dimensões que estava decorado com um cordão inciso, ânforas, e moventes e dormentes de mós. De acordo com os materiais cerâmicos e líticos, o Cerro do Castelo de Vale de Feixe poderá ter sido ocupado numa primeira fase durante a Idade do Bronze, em conjunto com a necrópole situada nas proximidades. A presença de outras peças de cerâmica, principalmente o dolium, e das escórias permite concluir que o local foi depois habitado durante a Alta Idade Média. O castelo islâmico poderá ter tido a função de defesa deste importante recurso, situação que também poderá ter sucedido com as povoações fortificadas de Bouças e Vale de Gaios, ambas situadas igualmente no concelho de Odemira. O local foi alvo de trabalhos arqueológicos em 1995 e em 1998.

### Necrópole
A cerca de 700 m de distância, encontra-se uma necrópole da Idade do Bronze, denominada de Vale Feixe, que era originalmente conhecida como Cerro do Cemitério dos Moiros. Localiza-se sobre a crista e o patamar de uma linha de cumeada, num sítio onde se encontram duas mamoas naturais, nas imediações dos montes de Vale Feixe e do Pomar. Consiste numa necrópole do tipo Atalaia, sendo formada por um conjunto de cerca de quinze sepulturas em xisto, dispostas de forma isolada ou formando tumulus pétreos de planta circular, de configuração adossada ou em cacho, ou seja, com as molduras organizadas a partir de um túmulo central. As sepulturas apresentam planta rectangular, com dimensões de cerca de 90 a 100 cm por 50 a 60 cm, com lajes laterais em xisto azul ou verde. As fossas de enterramento, de planta oval ou rectangular, foi aberta na rocha base, igualmente em xisto, tendo profundidades superiores a 10 cm. A configuração das estruturas funerárias enquadra-se plenamente no Bronze Pleno do Sudoeste, período correspondente a cerca de 1800 a 1100 a.C.. Assim, poderá ter sido a área sepulcral utilizada pelos habitantes do povoado do Vale de Feixe.
As lajes que formavam as tampas das sepulturas desapareceram, tendo algumas sido danificadas na década de 1960, quando foram violadas as sepulturas. Segundo os relatos da época, foram encontradas facas de ferro, pequenos recipientes em cerâmica e um machado em cobre ou bronze. Durante os trabalhos arquelógicos foram recolhidas duas partes de bordos de taças, numa camada onde também foram descobertos nódulos de carvão, sendo provavelmente um vestígio de um ritual dos finais da Idade do Bronze, que já tinha sido relatado por Estácio da Veiga em cistas encontradas em Odemira e em Vila Nova de Milfontes. A área onde se encontram as necrópoles foi alvo de trabalhos de levantamento arqueológico em 1995, prospecção em 1998 e sondagem em 2000.